# Ашкан Дежага
Сейед Ашкан Дежага (на персийски език: اشكان دژآگه‎), по-известен само като Ашкан Дежага, е ирански футболист, състезаващ се за Фулъм с номер 24.

## Млади години
Роден е 5 юли 1986 година в Техеран, Иран.

## Клубна кариера
2004 – 2007 Херта (Берлин)
 2007 – 2012 Волфсбург
 2012 – Фулъм

## Национална кариера
Иран